# Afrânio Vilela
José Afrânio Vilela (Ibiá, 7 de março de 1961) é um magistrado brasileiro, atual ministro do Superior Tribunal de Justiça (STJ).

## Carreira
Afrânio Vilela, filho de José Vilella e Erotildes Antônia Vilela, formou-se em direito pela Universidade Federal de Uberlândia em 1985.
Exerceu a advocacia de 1985 a 1989, com escritório em Ibiá, atuando na área do direito penal. Foi advogado do Banco do Estado de Minas Gerais (BEMGE), do Banco de Crédito Real de Minas Gerais (CREDIREAL) e da Caixa Econômica do Estado de Minas Gerais (MINASCAIXA), bem como procurador jurídico do município de Ibiá.
Ingressou na magistratura como juiz de direito do Tribunal de Justiça do Estado de Minas Gerais (TJ-MG) em 1989 e foi promovido ao cargo de desembargador em 18 de março de 2005.
Em 22 de novembro de 2023, tomou posse no cargo de ministro do Superior Tribunal de Justiça (STJ), nomeado pelo presidente Luiz Inácio Lula da Silva a partir de lista quádrupla votada pelos integrantes do STJ, em vaga destinada a membro de tribunal estadual.